# 绍克涅尔
绍克涅尔，是匈牙利沃什州所辖的一个村，总面积2.93平方公里，总人口58，人口密度19.8人/平方公里（2010年1月1日）。